# Ременюк, Алексей Иванович
Алексей Иванович Ременюк (укр. Олексій Іванович Ременюк; 12 января 1956, Давыдки, Житомирская область — 8 ноября 2022, Симферополь) — украинский политик, предприниматель. Депутат Верховной рады Украины III и IV созывов (1998—2006). Являлся членом партий «Громада», «Батькивщина» и «Русь Единая» («Партия политики Путина»). Заслуженный экономист Украины (2006).

## Биография
Родился 12 января 1956 года в селе Давыдки Коростенского района. Украинец по происхождению. Отец — шахтёр Иван Трофимович Ременюк (1927—1997), мать — Ольга Павловна (род. 1937). Чемпион Украинской ССР по дзюдо (1974).
В октябре 1973 года начал трудовой путь рабочим на экспериментальном тепличном комбинате «Симферопольский». С 1974 по 1976 год проходил срочную службу в советской армии, после чего поступил в Крымский сельскохозяйственный институт имени М. И. Калинина, который окончил в 1983 году по специальности «экономист-организатор сельскохозяйственного производства». В феврале 1983 года стал заместителем главного бухгалтера на комбинате «Симферопольский», спустя два года занял аналогичную должность в колхозе имени Ильича Бахчисарайского района.
С марта 1986 года — начальник отдела учёта и отчётности финансов Бахчисарайского агропромышленного объединения. В 1988 году стал председателем кооператива «Биолика» в Бахчисарае, а с 1989 года являлся директором хозрасчётного производственно-коммерческого центра «Альянс». С 1993 года — генеральный директор предприятия «Алби», спустя два года занял аналогичную должность в симферопольском предприятии «Альянс-холдинг». В апреле 1996 года стал председателем совета директоров ЗАО «Цитробел» в Белгороде. С 1997 года являлся председателем совета директоров ОАО «Белвитамины» в Белгороде.
На парламентских выборах 1998 года стал депутатом Верховной рады от партии «Громада». Первый год работы парламента являлся членом фракции «Громада». В 1999 году стал членом партии «Батькивщина» и присоединился к одноимённой фракции в парламенте. Руководил крымским отделением «Батькивщины». Являлся членом комитета по вопросам экономической политики, управления народным хозяйством, собственности и инвестиций.
На следующих выборах в Верховную раду в апреле 2002 года был избран от Блока Юлии Тимошенко, где шёл № 21 в избирательном списке. В ноябре 2002 года вышел из фракции Блока Юлии Тимошенко и спустя месяц присоединился к группе «Народовластие». В июле 2003 года вместе с коллегой по фракции «Народовластие» Петром Толочко и политиком Станиславом Сафроновым основал партию Славянский народно-патриотический союз (СНПС). В мае 2004 года стал уполномоченным представителем группы «Демократические инициативы Народовластие». С сентября 2004 по февраль 2006 года — уполномоченный представитель фракции партии «Единая Украина». В парламенте являлся членом комитета по вопросам финансов и банковской деятельности. Входил в наблюдательный совет Укрэксимбанка.
В 2006 году СНПС была переименована в Партию политики Путина. Тогда же Ременюк возглавил список Партии политики Путина на выборах 2006 года в Верховную раду, однако в третий раз Ременюк в парламент избран не был, поскольку его политическая сила набрала 0,12 % голосов избирателей. В 2008 году Партия политики Путина была переименована в партию «Русь Единая». В 2012 году Ременюк баллотировался от «Руси Единой» по округу № 10 в Крыму, но избран не был. На момент выборов являлся генеральным директором предприятия «РеАл-Лига». 24 июня 2022 года восьмой апелляционный админсуд во Львове запретил партию «Русь единая».
В марте 2022 года основал и стал председателем общественно-политического движения «За Русь Единую». Участник форума казачьей культуры «Возрождение», прошедшего в Крыму в ноябре 2022 года.
Погиб в ДТП в ноябре 2022 года в Симферополе, убегая от полицейской погони.

## Награды
- Заслуженный экономист Украины (2006)[8]

## Семья
Дочь — Юлия (род. 1979), сын — Дмитрий (род. 1983).